# Johann See
Johann See (* 1871 oder 1872 in Chicago, Illinois; † nach 1893) war ein US-amerikanischer Maler der Düsseldorfer Schule.

## Leben
Johann See begann 1893 ein Studium der Malerei an der Kunstakademie Düsseldorf. Dort besuchte er die Elementarklasse von Heinrich Lauenstein.